# 13088 Filipportera
13088 Filipportera è un asteroide della fascia principale. Scoperto nel 1992, presenta un'orbita caratterizzata da un semiasse maggiore pari a 3,1469519 UA e da un'eccentricità di 0,1144621, inclinata di 8,02137° rispetto all'eclittica.